# Lasiothyris
Lasiothyris is een geslacht van vlinders van de familie bladrollers (Tortricidae).

## Soorten
- L. cerastes Razowski & Becker, 1986
- L. cnestovalva Razowski & Becker, 1986
- L. competitrix Razowski & Becker, 1983
- L. diamphidia Gates Clarke, 1968
- L. diclada Razowski & Becker, 1986
- L. dysmorphia Gates Clarke, 1968
- L. ficta (Razowski & Becker, 1983)
- L. gravida Razowski, 1986
- L. hemitephras Gates Clarke, 1968
- L. heterophaea (Clarke, 1968)
- L. ichthochroa (Walsingham, 1877)
- L. ilingocornuta Razowski & Becker, 1993
- L. limatula Meyrick, 1917
- L. luminosa (Razowski & Becker, 1983)
- L. megapenis Razowski & Becker, 1993
- L. micida Razowski & Becker, 1986
- L. omissa Razowski & Becker, 1993
- L. perjura Razowski & Becker, 1993
- L. pervicax Razowski & Becker, 1993
- L. revulsa Razowski & Becker, 1993
- L. sorbia Razowski & Becker, 1993
- L. tardans Razowski & Becker, 1993